# Nick Foles
(en) Statistiques sur pro-football-reference
Nicholas Edward « Nick » Foles, né le 20 janvier 1989 à Austin, est un sportif professionnel américain de football américain ayant joué au poste de quarterback au sein de la National Football League (NFL) pendant onze saisons.
Il joue au niveau universitaire principalement pour les Wildcats de l'Arizona et est ensuite choisi au troisième tour de la draft 2012 par la franchise des Eagles de Philadelphie. Il jouenensuite pour les Rams de Saint-Louis, les Chiefs de Kansas City, les Jaguars de Jacksonville, les Bears de Chicago et les Colts d'Indianapolis. 
Il dispute son premier match pour les Eagles lors de la 10e semaine de la saison 2012, en remplacement de Michael Vick sorti sur blessure. Il commence son premier match en tant que titulaire la semaine suivante. En 9e semaine de la saison 2013, il devient le deuxième quarterback à obtenir une évaluation parfaite de 158,3 tout en gagnant plus de 400 yards à la passe. Il devient également le premier quarterback de la NFL à obtenir une évaluation parfaite tout en inscrivant sept touchdowns sur un seul match. C'était la 60e fois de l'histoire de la NFL qu'un quarterback obtenait une évaluation parfaite.
Après de brefs passages chez les Rams et les Chiefs, Foles revient chez les Eagles en 2017. À la suite de la blessure de Carson Wentz en cours de saison, il devient titulaire au poste de quarterback. Il qualifie les Eagles pour le Super Bowl LII, la troisième participation de la franchise à un Super Bowl. Les Eagles remportent pour la première fois de leur histoire le titre national face aux Patriots de la Nouvelle-Angleterre et Foles est désigné meilleur joueur de la rencontre (MVP).

## Biographie

### Sa jeunesse
Foles est né et a grandi à Austin dans l'État du Texas. Il est le fils des restaurateurs Larry et Melissa Foles. Il obtient son diplôme en 2007 au sein du lycée (high school) Westlake.
Titulaire pendant deux ans au sein de l'équipe de football américain de son lycée, Foles y lance pour 5 658 yards, inscrivant 56 touchdowns et décrochant le record de l'école détenu précédemment par Drew Brees (qu'il rencontre plus tard en 2013 en jouant lors des éliminatoires de la saison 2013 en NFL contre les Saints de La Nouvelle-Orléans,,).
Foles excelle également au basket-ball en jouant comme titulaire pendant trois ans au sein de son lycée et y recevant le titre de « MVP » à deux reprises. Il aurait pu être recruté par les équipes de Georgetown, de Baylor et du Texas pour jouer au basket-ball.
Dans son lycée, il joue également au football américain avec Justin Tucker, futur kicker des Ravens de Baltimore ainsi qu'avec Kyle Adams, ancien joueur des Buccaneers de Tampa Bay et des Bears de Chicago.
Foles s'engage initialement avec les Sun Devils d'Arizona State, mais décide finalement de rejoindre les Spartans de Michigan State. Il est ensuite transféré aux Wildcats de l'Arizona.

### Carrière universitaire

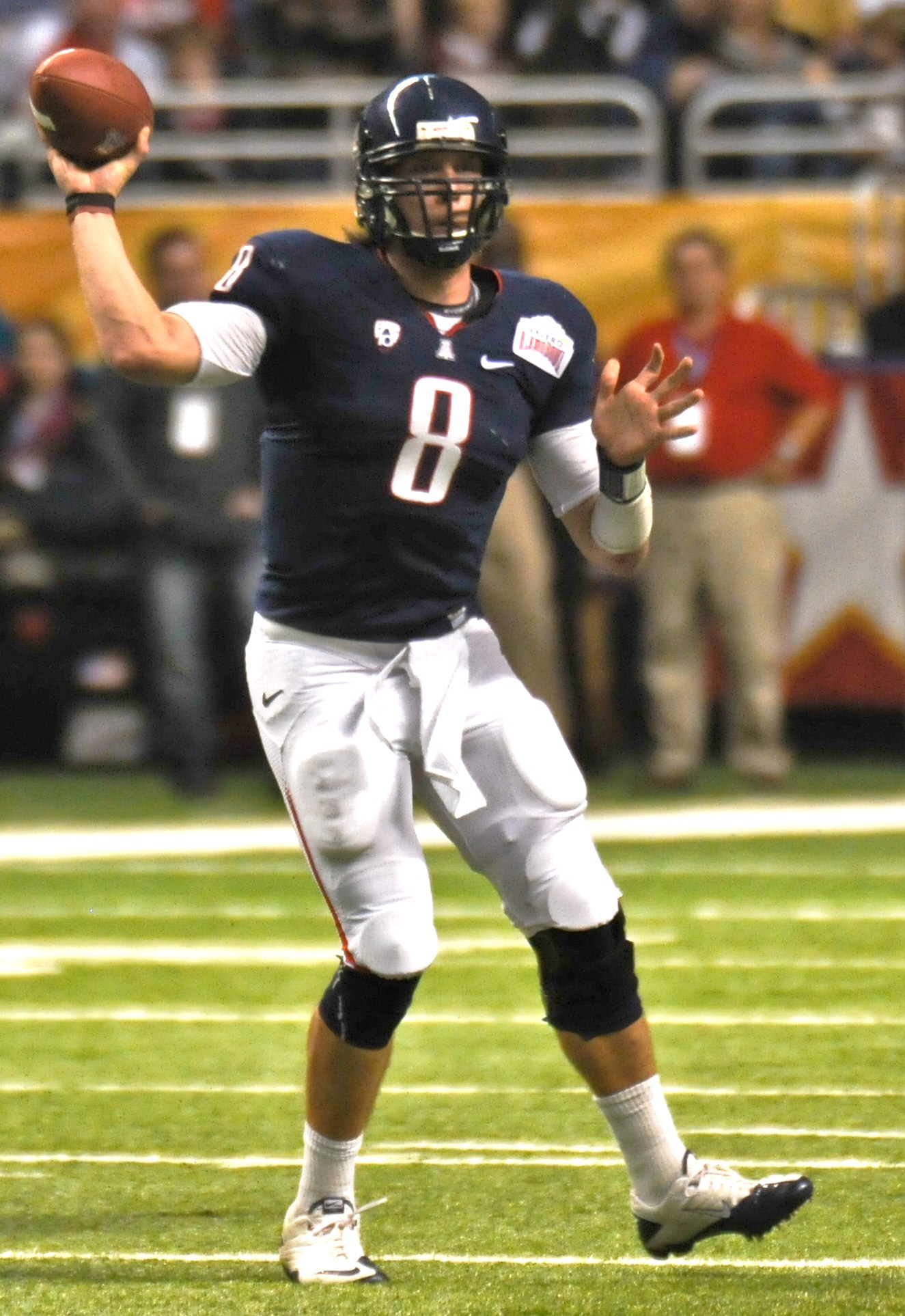
Foles lors de l'Alamo Bowl en décembre 2010.

Foles intègre l'Université d'État du Michigan et joue un an pour son équipe de football américain, les Spartans de Michigan State. Lors du match contre les Blazers de l'UAB, il complète cinq des huit passes tentées et gagne 57 yards.
Foles est transféré chez les Wildcats de l'Arizona, mais ne peut jouer au cours de sa saison freshman 2008 en raison de son statut (redshirt),.
Lorsque le quarterbacks des Wildcats Willie Tuitama sort diplômé de l'université, Foles entre en compétition avec le nouveau titulaire à ce poste, Matt Scott (en), ce dernier ayant montré lors des entrainements de belles aptitudes à la passe et à la course. Malgré les victoires contre les Chippewas de Central Michigan et les Lumberjacks de Northern Arizona, Scott montre ses limites contre Iowa et est placé sur le banc la semaine suivante, remplacé par Foles. À Corvallis, Foles conduit les Wildcats à la victoire contre les Beavers d'Oregon State. Il devient titulaire pour le reste de la saison, complétant 260 des 409 passes tentées pour un gain global de 2 486 yards, inscrivant dix-neuf touchdowns contre neuf interceptions.
Lors de son année junior en 2010, Foles est titulaire indiscutable au poste de quarterback chez les Wildcats. Il conduit les Wildcats à un bilan provisoire de sept victoires pour une seule défaite. Lors de la victoire contre les neuvièmes, les Hawkeyes de l'Iowa, durant un match retransmis à la télévision au niveau national, Foles conduit le drive gagnant qu'il conclut par une passe de touchdown vers Bug Wright. Une blessure au genou lors du match contre Washington State le place sur le banc pendant deux semaines. Il termine sa saison junior avec un gain global de 3 191 yards, inscrivant 20 touchdowns pour 10 interceptions.
En 2011, Foles complète 387 des 560 passes tentées, gagnant 4 334 yards et inscrivant 28 touchdowns. Il est classé premier en Pac-12 et cinquième en NCAA Division I Football Bowl Subdivision, avec une moyenne de 352,58 yards gagnés en attaque par match. Il se classe également deuxième en Pac-12 et 20e de la NCAA Div. 1 FBS au total des yards gagnés.
Foles obtient son diplôme en communication au sein de l'Université de l'Arizona,.

### Carrière professionnelle

#### Eagles de Philadelphie
En 2012, il est choisi en 88e position au 3e tour de la draft de la National Football League (NFL) par les Eagles de Philadelphie. Il joue son premier match avec la franchise lors de la 10e semaine de la saison à la suite de la blessure du titulaire Michael Vick. Il est ensuite maintenu titulaire par Andy Reid jusqu'en fin de la saison. Blessé lors de la 16e journée, il rate néanmoins le dernier match de la saison. Il termine la saison avec une seule victoire en sept matchs, un total de 1 699 yards lancés, inscrivant 6 touchdowns pour 5 interceptions.
Pour la saison 2013, il est en concurrence avec Michael Vick et le débutant Matt Barkley pour le poste de quarterback titulaire. Le 20 août, Chip Kelly, le nouvel entraîneur des Eagles, annonce Foles comme quarterback remplaçant derrière Vick. Profitant d'une blessure de ce dernier, il entre pour la première fois en jeu durant la 5e semaine et aide son équipe à battre les Giants de New York grâce à deux touchdowns à la passe. Maintenu titulaire la semaine suivante, il réalise un match sans faute contre les Buccaneers de Tampa Bay en complétant 71 % de ses passes pour 296 yards, trois touchdowns à la passe et un touchdown à la course. Il est nommé joueur offensif de la semaine au sein de la conférence NFC. Il se blesse la semaine suivante, au cours d'une défaite face aux Cowboys de Dallas. Il redevient titulaire lors de la 9e journée, pour une victoire face aux Raiders d'Oakland. Foles réalise alors le meilleur match de sa carrière en devenant seulement le sixième quarterback à lancer sept touchdowns en une seule rencontre, et le troisième à accomplir cette performance sans enregistrer une seule interception. Il complète également 78,6 % de ses passes pour 406 yards et obtient une évaluation parfaite de 158,3, ne devenant que le deuxième quarterback à avoir une évaluation parfaite après un match de plus de 400 yards. Il est ensuite nommé joueur offensif NFC du mois de novembre, après avoir complété 70,8 % de ses passes pour 932 yards, dix touchdowns, aucune interception, trois victoires et une évaluation record de 152,8 sur le mois.

#### Rams de Saint-Louis (2015)
En mars 2015, Foles est échangé aux Rams de Saint-Louis contre un tour de draft et le quarterback Sam Bradford. Durant la saison, Foles perd sa place de titulaire en faveur de Case Keenum. Après que les Rams aient sélectionné Jared Goff avec leur premier choix lors de la draft de 2016, Foles demande à être libéré de son contrat.

#### Chiefs de Kansas City (2016)
Le 3 août 2016, il signe un contrat d'un an aux Chiefs, qui inclut une deuxième année en option, et y retrouve Andy Reid, son premier entraîneur principal chez les professionnels.
En 8e semaine, chez les Colts d'Indianapolis, Foles remplace Alex Smith, victime d'un commotion cérébrale. Il complète seize passes sur vingt-deux et gagne 223 yards, tout en inscrivant deux touchdowns à la passe. Foles commence le match de la 9e semaine contre les Jaguars de Jacksonville car Smith n'étant pas complètement rétabli. Foles remporte le match 19 à 14, complétant 20 passes sur 33 et inscrivant un touchdown. Le lendemain, Smith est déclaré apte et reprend la place de titulaire en 10e semaine.
Le 9 mars 2017, les Chiefs lui refuse une seconde année de contrat et Foles devient agent libre.

#### Eagles de Philadelphie (2017-2018)
Le 13 mars 2017, quelques jours après avoir été libéré par Kansas City, Foles revient aux Eagles, en signant un contrat de deux ans. Il devient le remplaçant de Carson Wentz,.
Contre les Rams de Los Angeles en 14e semaine, Foles prend la relève de Wentz qui s'est gravement blessé au genou (déchirure du ligament croisé antérieur). Foles complète six des dix passes tentées pour un gain de 42 yards lors de la victoire 43 à 35 qui leur donne le premier titre de leur division depuis 2013. Le 11 décembre 2017, l'entraîneur principal Doug Pederson annonce que, à la suite de la blessure de Wentz, Foles est le quarterback titulaire pour le reste de la saison. Commençant son premier match de la saison comme titulaire en 15e semaine, Foles lance pour un gain de 237 yards et inscrit quatre touchdowns. Les Eagles remportent le match 34 à 29 contre les Giants de New York.
Le 13 janvier 2018, les Eagles battent les Falcons d'Atlanta 15 à 10, lors du premier match éliminatoire de la conférence NFC, avec Foles complétant vingt-trois des trente passes tentées pour un gain global de 246 yards. Il s'agissait de la première victoire en éliminatoires de la franchise depuis neuf ans. Le 21 janvier 2018, les Eagles battent les Vikings du Minnesota 38 à 7 lors du match désignant le champion de la NFC, Foles complétant vingt-six des trente-trois passes tentées pour 352 yards et inscrivant trois touchdowns. Les Vikings avaient été désignés favoris par trois points, leur défense étant estimée la meilleure de la ligue,,,.
Lors du Super Bowl LII, Foles réceptionne une passe de touchdown lancée par son tight end Trey Burton (en), devenant le premier joueur à lancer et à recevoir une passe de touchdown dans un Super Bowl. Il devient également le troisième quarterback à réceptionner une passe lors d'un Super Bowl, après John Elway au Super Bowl XXII et Jim Kelly au Super Bowl XXVI. Les Eagles battent les Patriots de la Nouvelle-Angleterre 41 à 33 et remportent leur premier Super Bowl. Foles complète vingt-huit passes sur quarante-trois tentées pour un gain de 373 yards, inscrivant trois touchdowns à la passe pour une seule interception. Il est désigné « Most Valuable Player » (MVP) du Super Bowl,.
Le 30 avril 2018, Foles et les Eagles s'accordent sur un nouveau contrat contenant un bonus de deux millions de dollars ainsi que des primes s'il était amené à devenir le quarterback titulaire de la franchise et une option pour la saison 2019.
Le 3 septembre 2018, Foles est désigné titulaire pour le premier match de la saison régulière contre les Falcons d'Atlanta, Wentz n'étant pas suffisamment médicalement rétabli pour aller au contact. Foles obtient un bilan provisoire de une victoire et une défaite avec un touchdown et une interception, ainsi qu'une évaluation de 78,9 avant que Wentz ne reprenne sa place de titulaire en 3e semaine,.
Le 12 décembre 2018, la franchise annonce que Wentz, à la suite d'une blessure au dos encourue contre les Rams de Los Angeles en 15e semaine, est remplacé par Foles. Foles gagne le match suivant 30 à 23 lançant pour 277 yards et vingt-quatre passes complétées sur trente et une tentatives pour une seule interception. En 16e semaine, Foles est de nouveau titulaire et gagne 32 à 30 contre les Texans de Houston, lançant 471 yards en trente-cinq passes complétées et inscrivant quatre touchdowns pour une interception. Cette performance lui vaut le prix du meilleur joueur offensif NFC de la semaine. Ses 471 yards gagnés à la passe battent le record de Donovan McNabb du plus grand nombre de yards gagnés à la passe par un quarterback des Eagles sur un match.
Le 30 décembre, en 17e semaine contre les Redskins de Washington, Foles égale le record NFL de passes complétées consécutives (vingt-cinq passes). Il permet également aux Eagles d'atteindre la phase éliminatoire. Lors du match de wild card contre les Bears de Chicago au Soldier Field, Foles conduit les Eagles au touchdown victorieux (16-15) conclu par une passe vers Golden Tate à 56 secondes de la fin du match. Cette victoire leur permet de rencontrer les Saints de La Nouvelle-Orléans au tour suivant. Contre les Saints, après deux touchdowns inscrits dans le premier quart-temps, Foles se fait intercepter une potentielle passe de touchdown lancée vers Marshon Lattimore dans le quatrième quart-temps et les Eagles perdent le match 20 à 14.
Le 19 janvier 2019, les Eagles annoncent qu'ils vont lui payer le bonus d'un million de dollars puisqu'il a effectué 33 % des jeux des Eagles lors des playoffs (même si en réalité, il lui manquait quatre jeux pour y parvenir, n'ayant effectué que 32,69 % des snaps).

#### Jaguars de Jacksonville (2019)
Le 5 février 2019, les Eagles annoncent qu'il vont lever l'option de vingt millions de dollars du contrat de Foles, mais le même jour, celui-ci les informe qu'il va utiliser une clause de son contrat pour éviter que cette option soit levée (par un dédommagement de deux millions de dollars par Foles aux Eagles).
Le 13 mars 2019, il s'entend avec les Jaguars de Jacksonville sur un contrat de quatre ans pour 88 millions de dollars, dont 50,1 millions garantis.

#### Bears de Chicago (2020-2021)
Le 18 mars 2020, les Bears de Chicago annoncent avoir échangé Foles avec les Jaguars contre un choix de quatrième tour de la draft 2020.
Il commence la saison en tant que remplaçant de Mitchell Trubisky. Il entre en action lors du 3e quart temps du troisième match joué contre les Falcons alors que les Bears sont menés de 16 points. Il renverse la situation et permet aux Bears de gagner sur le score de 30 à 26. Il totalise en fin de match, 16/29 passes réussies pour un gain de 188 yards et trois touchdowns pour une interception. Le lendemain, il est désigné titulaire au poste de quarterback. En 5e semaine, à l'occasion du Thursday Night Football disputé contre les Buccaneers, Foles gagne 243 yards à la passe, inscrit un touchdown malgré une interception et remporte son premier match en tant que titulaire pour les Bears sur le score de 20 à 19. Contre les Titans en neuvième semaine, il lance pour un gain de 335 yards et inscrit deux touchdowns malgré la défaite 17 à 24. La semaine suivante contre les Vikings, après avoir gagné 106 yards à la passe malgré une interception, il doit quitter le jeu à la suite d'une blessure encourue à la hanche en fin de quatrième quart temps. Il est remplacé par Tyler Bray (en) alors qu'il ne reste que 34 secondes de jeu, les Bears perdant le match 13 à 19. Trubisky redevient titulaire lors des matchs suivants et Foles ne retrouve un peu le terrain qu'en 16e semaine, en toute fin de match contre les Jaguars.
En 2021, il est considéré comme deuxième remplaçant de Trubisky et n'est titularisé qu'en 16e semaine contre les Seahawks à la suite des blessures de Justin Fields et d'Andy Dalton. Foles remporte le match 25 à 24 après avoir totalisé un gain de 250 yards. Il est ensuite libéré le 1er mai 2022.

#### Colts d'Indianapolis (2022)
Le 23 mai 2022, Foles signe un contrat de deux ans avec les Colts.
Après avoir été considéré comme remplaçant lors des quinze premiers matchs de la saison 2022 en n'ayant joué que deux snaps, il est désigné titulaire en 16e semaine pour le match contre les Chargers de Los Angeles Il y gagne 
143 yards à la passe mais se fait intercepté à trois reprises (défaite 3 à 20). Malgré cette piètre performance, il est de nouveau titulaire la semaine suivante contre les Giants de New York mais il doit quitter le jeu au cours du 2e quart-temps à la suite d'un sack effectué par Kayvon Thibodeaux (défaite 10-38) et ne joue plus de la saison.
Libéré le 5 mai 2023, il n'est pas engagé en 2023 et est donc agent libre. Il annonce formellement sa retraite le 8 août 2024.

## Statistiques

### Universitaires
| Année          | Équipe         | MJ |         | Passes   | Passes | Passes | Passes | Passes | Passes | Passes  |       | Courses | Courses | Courses | Courses |
| Année          | Équipe         | MJ | Tentées | Réussies | Pct.   | Yards  | TD     | Int.   | Éval.  | Tentées | Yards | Moy.    | TD      |         |         |
| 2007           | Michigan State | 1  | 8       | 5        | 62,5   | 57     | 0      | 0      | 122,4  | -       | -     | -       | -       |         |         |
| 2009           | Arizona        | 12 | 410     | 260      | 63,4   | 2 486  | 19     | 9      | 125,2  | 28      | -74   | -2,6    | 3       |         |         |
| 2010           | Arizona        | 11 | 426     | 286      | 67,1   | 3 191  | 20     | 10     | 140,9  | 35      | -113  | -3,2    | 1       |         |         |
| 2011           | Arizona        | 12 | 560     | 387      | 69,1   | 4 334  | 28     | 14     | 145,6  | 43      | -103  | -2,4    | 0       |         |         |
| Totaux en NCAA | Totaux en NCAA | 36 | 1 404   | 938      | 66,8   | 10 068 | 67     | 33     | 138,1  | 106     | -290  | -2,7    | 4       |         |         |

 yards

### Professionnelles
| Légende | Légende               |
| ------- | --------------------- |
|         | Gagnant du Super Bowl |

| Année                          | Équipe                         | MJ |         | Passes   | Passes | Passes | Passes | Passes | Passes | Passes  |       | Courses | Courses | Courses | Courses |     | Sacks  | Sacks |  | Fumbles | Fumbles |
| Année                          | Équipe                         | MJ | Tentées | Réussies | Pct.   | Yards  | TD     | Int.   | Éval.  | Tentées | Yards | Moy.    | TD      | Nb.     | Yards   | Nb. | Perdus |       |  |         |         |
| 2012                           | Eagles de Philadelphie         | 07 | 265     | 161      | 60,8   | 1 699  | 06     | 05     | 079,1  | 11      | 042   | 3,8     | 1       | 20      | 131     | 8   | 2      |       |  |         |         |
| 2013                           | Eagles de Philadelphie         | 13 | 317     | 203      | 64,0   | 2 891  | 27     | 02     | 119,2  | 57      | 221   | 3,9     | 3       | 28      | 173     | 4   | 1      |       |  |         |         |
| 2014                           | Eagles de Philadelphie         | 08 | 311     | 186      | 59,8   | 2 163  | 13     | 10     | 081,4  | 16      | 068   | 4,3     | 0       | 09      | 074     | 4   | 1      |       |  |         |         |
| 2015                           | Rams de Saint-Louis            | 11 | 337     | 190      | 56,4   | 2 052  | 07     | 10     | 069,0  | 17      | 020   | 1,2     | 1       | 14      | 098     | 5   | 2      |       |  |         |         |
| 2016                           | Chiefs de Kansas City          | 03 | 055     | 036      | 65,5   | 410    | 03     | 0      | 105,9  | 04      | -04   | -1,0    | 0       | 04      | 034     | 0   | 0      |       |  |         |         |
| 2017                           | Eagles de Philadelphie         | 07 | 101     | 057      | 56,4   | 0537   | 05     | 02     | 079,5  | 11      | 03    | 0,3     | 0       | 05      | 044     | 6   | 3      |       |  |         |         |
| 2018                           | Eagles de Philadelphie         | 05 | 195     | 141      | 72,3   | 1 413  | 07     | 04     | 096,0  | 09      | 017   | 1,9     | 0       | 09      | 047     | 4   | 2      |       |  |         |         |
| 2019                           | Jaguars de Jacksonville        | 04 | 117     | 077      | 65,8   | 0736   | 03     | 02     | 084,6  | 04      | 023   | 5,8     | 0       | 08      | 060     | 2   | 2      |       |  |         |         |
| 2020                           | Bears de Chicago               | 09 | 312     | 202      | 64,7   | 1 852  | 10     | 08     | 080,8  | 16      | 01    | 0,1     | 1       | 18      | 145     | 2   | 0      |       |  |         |         |
| 2021                           | Bears de Chicago               | 01 | 035     | 024      | 68,6   | 0250   | 01     | 0      | 098,5  | 04      | 08    | 2,0     | 0       | 04      | 021     | 1   | 0      |       |  |         |         |
| 2022                           | Colts d'Indianapolis           | 03 | 042     | 025      | 59,6   | 0224   | 0      | 04     | 34,3   | 02      | 08    | 4,0     | 0       | 08      | 048     | 0   | 0      |       |  |         |         |
| Totaux en carrière             | Totaux en carrière             | 71 | 2 087   | 1 302    | 62,4   | 14 227 | 82     | 47     | 086,2  | 151     | 407   | 2,7     | 6       | 127     | 875     | 36  | 16     |       |  |         |         |
| Totaux chez les Eagles (5 ans) | Totaux chez les Eagles (5 ans) | 28 | 1 189   | 0748     | 62,9   | 08 703 | 58     | 23     | 093,2  | 104     | 351   | 3,4     | 4       | 071     | 469     | 26  | 09     |       |  |         |         |
| Totaux chez les Rams (1 an)    | Totaux chez les Rams (1 an)    | 11 | 0337    | 0190     | 56,4   | 02 052 | 07     | 10     | 069,0  | 017     | 020   | 1,2     | 1       | 014     | 098     | 05  | 02     |       |  |         |         |
| Totaux chez les Chiefs (1 an)  | Totaux chez les Chiefs (1 an)  | 03 | 055     | 036      | 65,5   | 0410   | 03     | 0      | 105,9  | 04      | -04   | -1,0    | 0       | 04      | 034     | 0   | 0      |       |  |         |         |
| Totaux chez les Bears (2 ans)  | Totaux chez les Bears (2 ans)  | 10 | 0346    | 0227     | 65,1   | 02 102 | 11     | 08     | 082,6  | 020     | 09    | 0,5     | 1       | 022     | 166     | 03  | 0      |       |  |         |         |

| Année              | Équipe                 | MJ |         | Passes   | Passes | Passes | Passes | Passes | Passes | Passes  |       | Courses | Courses | Courses | Courses |     | Sacks  | Sacks |  | Fumbles | Fumbles |
| Année              | Équipe                 | MJ | Tentées | Réussies | Pct.   | Yards  | TD     | Int.   | Éval.  | Tentées | Yards | Moy.    | TD      | Nb.     | Yards   | Nb. | Perdus |       |  |         |         |
| 2013               | Eagles de Philadelphie | 1  | 033     | 23       | 69,7   | 195    | 2      | 0      | 105,0  | 1       | 3     | 3,0     | 0       | 2       | 19      | 0   | 0      |       |  |         |         |
| 2017               | Eagles de Philadelphie | 3  | 106     | 77       | 72,6   | 971    | 6      | 1      | 115,7  | 5       | -2    | -0,4    | 0       | 2       | 14      | 2   | 1      |       |  |         |         |
| 2018               | Eagles de Philadelphie | 2  | 071     | 43       | 60,6   | 467    | 3      | 4      | 070,6  | 3       | -1    | -1,0    | 1       | 1       | 08      | 0   | 0      |       |  |         |         |
| Totaux en carrière | Totaux en carrière     | 4  | 210     | 143      | 68,1   | 1 563  | 11     | 5      | 97,4   | 8       | 0     | 0,0     | 1       | 5       | 41      | 2   | 1      |       |  |         |         |

## Vie privée
Foles est chrétien. Il a déclaré : « Je suis un chrétien et je crois en Dieu... et quand vous faites quelque chose de grand, vous restez humble et vous lui rendez gloire » (« I'm a Christian and I believe in God... and when you do great, you stay humble and you give Him glory. »),. Foles est actuellement un étudiant diplômé en ligne à l'Université Liberty tentant de gagner sa maîtrise en théologie.
Foles désire devenir pasteur après sa carrière en football américain, déclarant : « Je veux être pasteur dans un lycée, c'est dans mon cœur. J'ai fait un acte de foi l'an dernier et je me suis inscrit pour suivre des cours au séminaire. Je voulais continuer à apprendre et à défier ma foi. C'est un défi parce que vous écrivez des articles bibliquement corrects. Vous voulez avoir un impact sur le cœur des gens. » (« I want to be a pastor in a high school, It's on my heart. I took a leap of faith last year and signed up to take classes at seminary. I wanted to continue to learn and challenge my faith. It's a challenge because you are writing papers that are biblically correct. You want to impact people's hearts. »).
Il a épousé, en 2014, Tori Moore, la plus jeune sœur de l'ancien tight end Evan Moore (en) ayant évolué en NFL. Ils avaient brièvement été coéquipiers chez les Eagles en 2012.
Le couple a eu une fille, Lily James, née en 2017.